# Hap clade
 Hap clade è un gruppo informale di piante angiosperme dicotiledoni della famiglia delle Asteraceae (sottofamiglia Asteroideae, tribù Gnaphalieae e sottotribù Gnaphaliinae).

## Descrizione

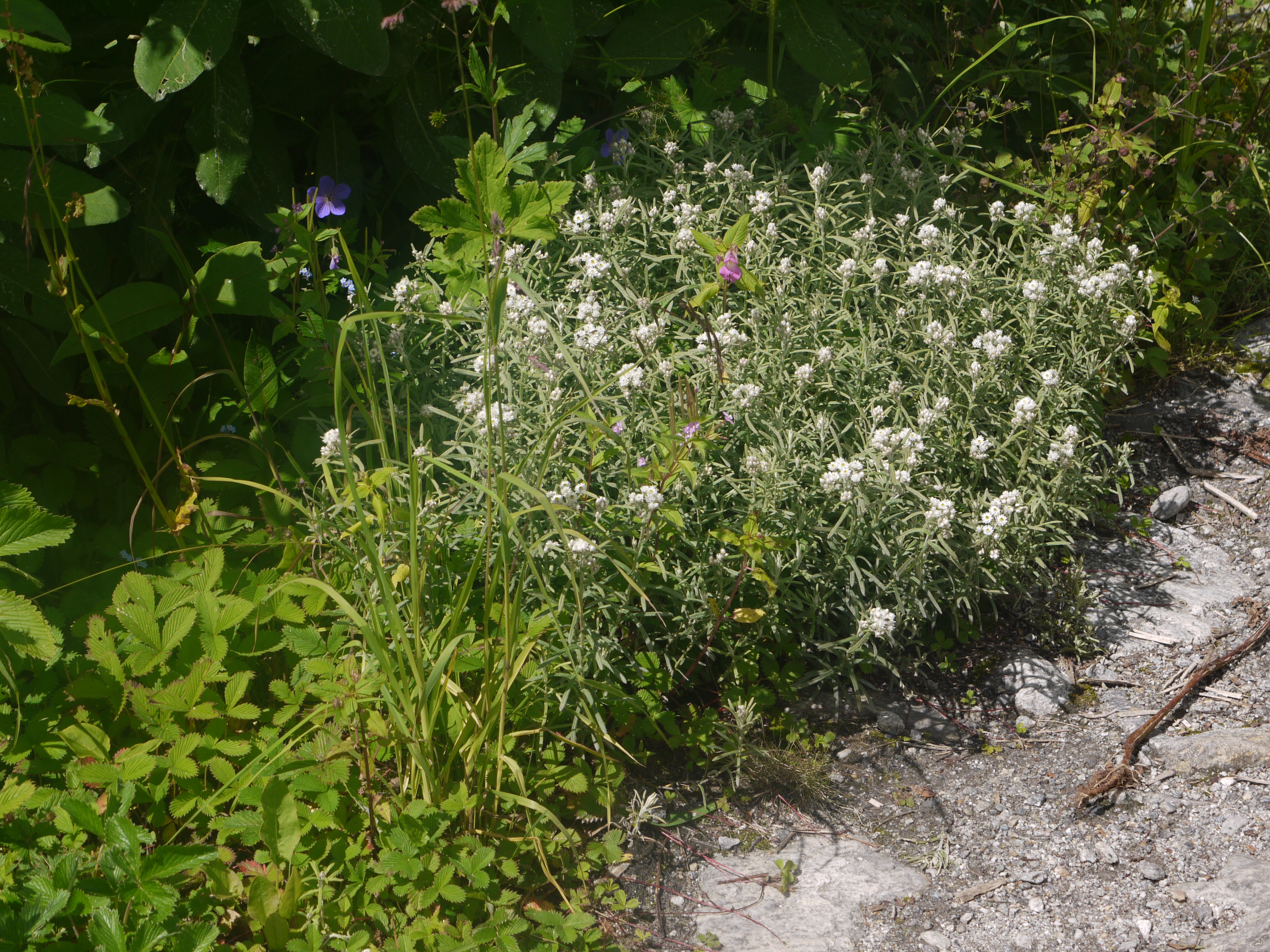
Il portamento
Anaphalis royleana

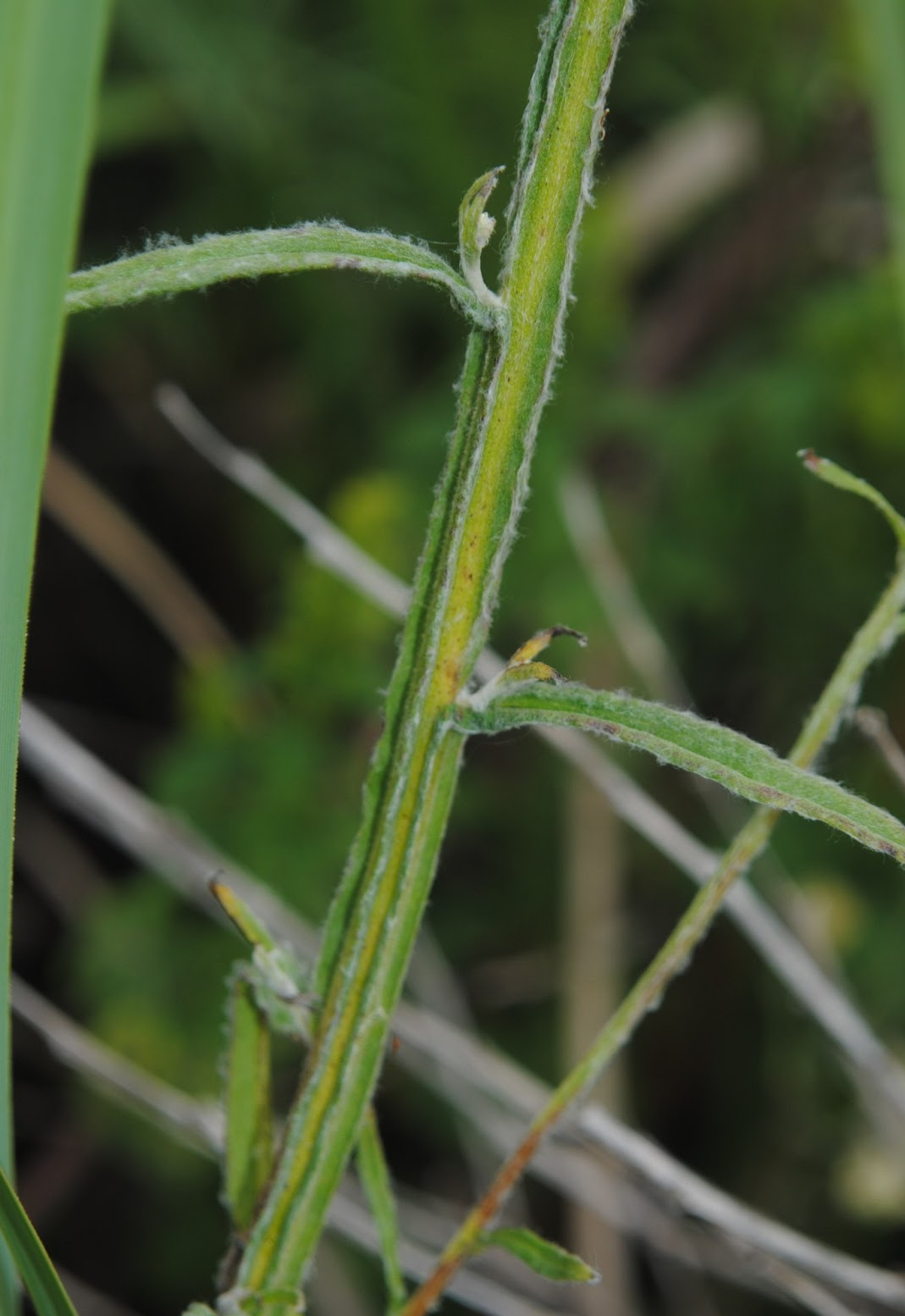
Le foglie
Achyrocline alata

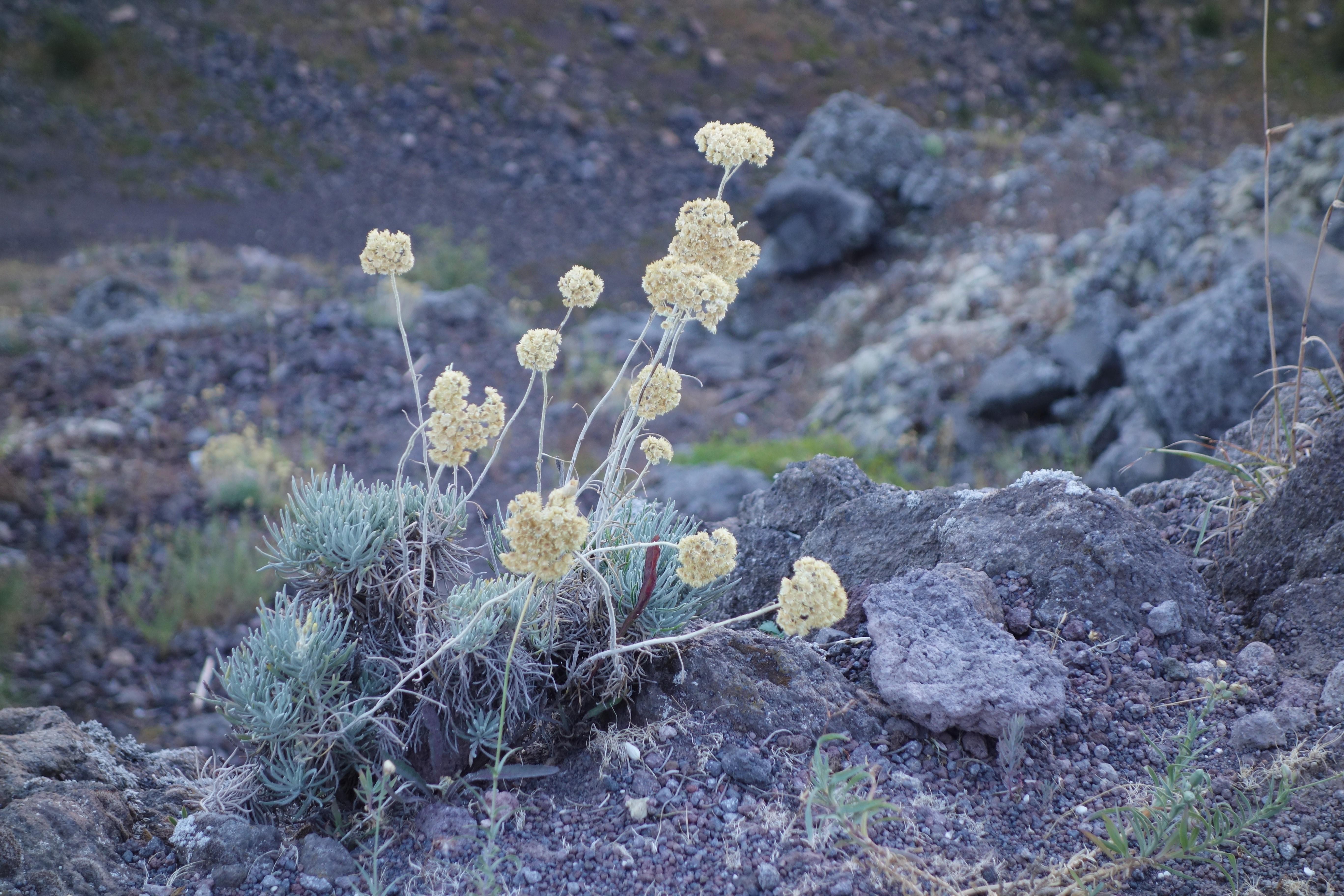
Infiorescenza
Helichrysum litoreum

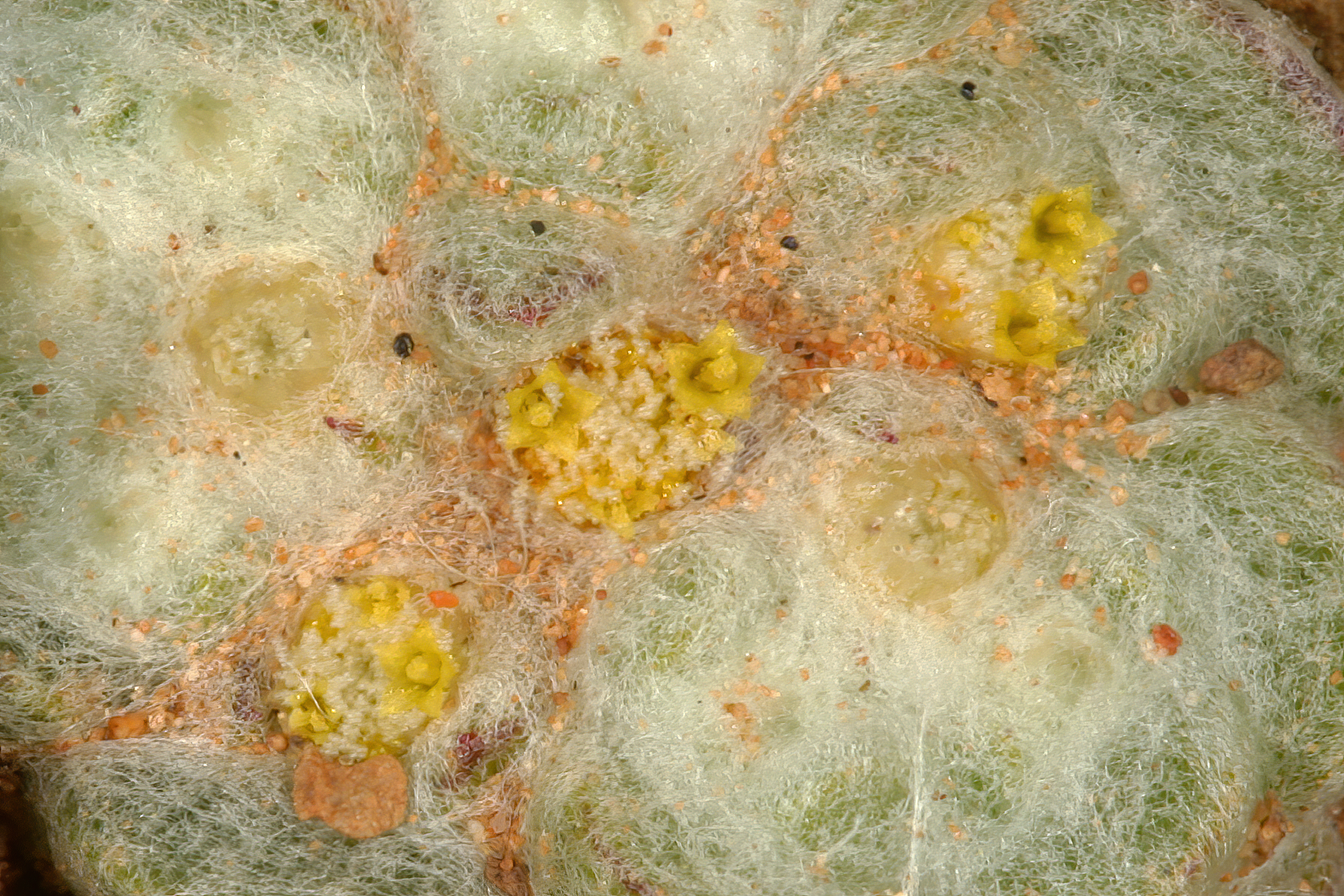
I fiori
Galeomma oculus-cati

Habitus. Le specie di questo gruppo hanno un habitus di tipo erbaceo, sub-arbustivo o arbustivo. I cauli di queste piante sono provvisti del floema, ma non di canali resiniferi; mentre i sesquiterpeni lattoni sono normalmente assenti (piante senza lattice).
Fusto. La parte aerea in genere è eretta, semplice o ramosa.
Foglie. Le foglie in genere sono disposte in modo alternato e sono sessili. La lamina è intera con forme generalmente strette; i margini sono continui, raramente sono denticolati oppure revoluti o involuti. Spesso la superficie è tomentosa o lanosa (in particolare quella inferiore) oppure è ghiandoloso-pubescente (quella adassiale è semplicemente pubescente). Le foglie a volte sono solcate e decussate.
Infiorescenza. Le sinflorescenze sono composte da diversi capolini raccolti in formazioni corimbose (raramente sono solitari). Le infiorescenze vere e proprie sono formate da un capolino terminale peduncolato di tipo discoide (con fiori omogami) o disciforme (con fiori eterogami). I capolini sono formati da un involucro, con forme più o meno cilindriche, composto da diverse brattee, al cui interno un ricettacolo fa da base ai fiori. Le brattee, colorate e a consistenza cartacea, sono disposte in modo più o meno embricato su poche serie e sono libere alla base (gli strati di stereoma sono divisi);  talora possono avere un margine ialino. Il ricettacolo è nudo ossia senza pagliette a protezione della base dei fiori; la forma è piatta.
Fiori.  I fiori sono tetra-ciclici (formati cioè da 4 verticilli: calice – corolla – androceo – gineceo) e pentameri (calice e corolla formati da 5 elementi). Sono inoltre tubulosi, attinomorfi e si distinguono in:
- fiori del disco esterni: sono femminili e filiformi o sub-radiati;
- fiori del disco centrali: sono ermafroditi oppure talvolta sono funzionalmente maschili.

In questo gruppo di piante i fiori radiati (ligulati o del raggio) sono assenti; a volte sono confusi con i fiori femminili (tubulosi) del disco esterno più o meno sub-zigomorfi con un lembo piatto e possono essere interpretati come fiori del raggio.
- Formula fiorale:

*/x K {\displaystyle \infty }, [C (5), A (5)], G 2 (infero), achenio
- Calice: i sepali del calice sono ridotti ad una coroncina di squame.
- Corolla: la forma della corolla normalmente è tubolare con 5 lobi (raramente 4); i lobi hanno una forma deltata o più o meno lanceolata. I colori della corolla sono giallo, violaceo, bianco o rosso.
- Androceo: l'androceo è formato da 5 stami sorretti da filamenti generalmente liberi; gli stami sono connati e formano un manicotto circondante lo stilo; le teche (produttrici del polline) sono prive di sperone, ma hanno la coda (una sola); le appendici apicali delle antere hanno delle piatte; il tessuto endoteciale (rivestimento interno dell'antera) è quasi sempre polarizzato (con due superfici distinte: una verso l'esterno e una verso l'interno). Il polline è di tipo echinato (con punte sporgenti) a forma sferica è formato inoltre da due strati di ectesine, mentre lo strato basale è spesso e regolarmente perforato (tipo “gnafaloide”).[5]
- Gineceo: l'ovario è infero uniloculare formato da 2 carpelli. Lo stilo (il recettore del polline) è intero o biforcato con due stigmi nella parte apicale. Gli stigmi hanno una forma troncata; possono essere ricoperti da minute papille o avere dei penicilli apicali. Le superfici stigmatiche sono separate.[5]

Frutti. I frutti sono degli acheni con pappo. Gli acheni sono piccoli a forma variabile da oblunga a obovoidale; la superficie è glabra; il pericarpo può essere percorso longitudinalmente da alcuni fasci vascolari. Il pappo in genere ridotto, è formato da setole capillari (piumose o barbate).

## Biologia
Impollinazione: l'impollinazione avviene tramite insetti (impollinazione entomogama tramite farfalle diurne e notturne).

Riproduzione: la fecondazione avviene fondamentalmente tramite l'impollinazione dei fiori (vedi sopra).

Dispersione: i semi (gli acheni) cadendo a terra sono successivamente dispersi soprattutto da insetti tipo formiche (disseminazione mirmecoria). In questo tipo di piante avviene anche un altro tipo di dispersione: zoocoria. Infatti gli uncini delle brattee dell'involucro (se presenti) si agganciano ai peli degli animali di passaggio disperdendo così anche su lunghe distanze i semi della pianta. Inoltre per merito del pappo il vento può trasportare i semi anche a distanza di alcuni chilometri (disseminazione anemocora).

## Tassonomia
La famiglia di appartenenza di questa voce (Asteraceae o Compositae, nomen conservandum) probabilmente originaria del Sud America, è la più numerosa del mondo vegetale, comprende oltre 23.000 specie distribuite su 1.535 generi, oppure 22.750 specie e 1.530 generi secondo altre fonti (una delle checklist più aggiornata elenca fino a 1.679 generi). La famiglia attualmente (2021) è divisa in 16 sottofamiglie; la sottofamiglia Asteroideae è una di queste e rappresenta l'evoluzione più recente di tutta la famiglia.

### Filogenesi
Il gruppo di questa voce è descritto nella sottotribù Gnaphaliinae (tribù Gnaphalieae, una delle 21 tribù della sottofamiglia Asteroideae). Da un punto di vista filogenetico, la tribù Gnaphalieae fa parte del supergruppo (o sottofamiglia) "Asteroideae grade"; l'altro è il supergruppo "Non-Asteroideae" contenente il resto delle sottofamiglie delle Asteraceae. All'interno del supergruppo è vicina alle tribù Senecioneae, Calenduleae, Astereae e Anthemideae.
La sottotribù Gnaphaliinae è caratterizzata da portamenti di vario tipo con specie ginomonoiche e monoiche, da foglie con margini interi, da capolini disciformi omogami o eterogami e raramente radiati (o subradiati), dallo stilo con rami troncati e superfici stigmatiche separate apicalmente, da acheni glabri o con tricomi allungati e pappo ridotto.
Il gruppo HAP clade, nell'ambito filogenetico della sottotribù, occupa una posizione centrale e risulta formare con il Metalasia clade un "gruppo fratello". Il cladogramma seguente, tratto dallo studio citato e semplificato, mostra una possibile configurazione filogenetica della sottotribù evidenziando la posizione del clade di questa voce.
|  | \| \| Flag clade \| \| \| \| \| \| Australasian clade \| \| \| \| |
|  |                                                                   |
|  | Gnaphalium s.s. clade                                             |
|  |                                                                   |
|  | Flag clade                                                        |
|  |                                                                   |
|  | Australasian clade                                                |
|  |                                                                   |

|  | Flag clade         |
|  |                    |
|  | Australasian clade |
|  |                    |

|  | \| \| Flag clade \| \| \| \| \| \| Australasian clade \| \| \| \| |
|  |                                                                   |
|  | Gnaphalium s.s. clade                                             |
|  |                                                                   |
|  | Flag clade                                                        |
|  |                                                                   |
|  | Australasian clade                                                |
|  |                                                                   |

|  | Flag clade         |
|  |                    |
|  | Australasian clade |
|  |                    |

|  | Metalasia clade |
|  |                 |
|  | Stoebe clade    |
|  |                 |

|  | Lasiopogon clade |
|  |                  |
|  | Ifloga clade     |
|  |                  |

|  | Metalasia clade |
|  |                 |
|  | Stoebe clade    |
|  |                 |

|  | Lasiopogon clade |
|  |                  |
|  | Ifloga clade     |
|  |                  |

|  | \| \| Flag clade \| \| \| \| \| \| Australasian clade \| \| \| \| |
|  |                                                                   |
|  | Gnaphalium s.s. clade                                             |
|  |                                                                   |
|  | Flag clade                                                        |
|  |                                                                   |
|  | Australasian clade                                                |
|  |                                                                   |

|  | Flag clade         |
|  |                    |
|  | Australasian clade |
|  |                    |

|  | \| \| Flag clade \| \| \| \| \| \| Australasian clade \| \| \| \| |
|  |                                                                   |
|  | Gnaphalium s.s. clade                                             |
|  |                                                                   |
|  | Flag clade                                                        |
|  |                                                                   |
|  | Australasian clade                                                |
|  |                                                                   |

|  | Flag clade         |
|  |                    |
|  | Australasian clade |
|  |                    |

|  | Metalasia clade |
|  |                 |
|  | Stoebe clade    |
|  |                 |

|  | Lasiopogon clade |
|  |                  |
|  | Ifloga clade     |
|  |                  |

|  | Metalasia clade |
|  |                 |
|  | Stoebe clade    |
|  |                 |

|  | Lasiopogon clade |
|  |                  |
|  | Ifloga clade     |
|  |                  |

HAP clade è diviso in due subcladi dai quali risulta evidente la parafilia del grande genere Helichrysum. Il cladogramma seguente, tratto dallo studio citato e semplificato, mostra una possibile configurazione filogenetica del gruppo "HAP clade".
|  | Galeomma oculus-cati     |
|  |                          |
|  | Helichrysum stoloniferum |
|  |                          |

|  | Pseudognaphalium                                                  |
|  |                                                                   |
|  | \| \| Anaphalis \| \| \| \| \| \| Helichrysum felinum \| \| \| \| |
|  |                                                                   |
|  | Anaphalis                                                         |
|  |                                                                   |
|  | Helichrysum felinum                                               |
|  |                                                                   |

|  | Anaphalis           |
|  |                     |
|  | Helichrysum felinum |
|  |                     |

|  | Pseudognaphalium                                                  |
|  |                                                                   |
|  | \| \| Anaphalis \| \| \| \| \| \| Helichrysum felinum \| \| \| \| |
|  |                                                                   |
|  | Anaphalis                                                         |
|  |                                                                   |
|  | Helichrysum felinum                                               |
|  |                                                                   |

|  | Anaphalis           |
|  |                     |
|  | Helichrysum felinum |
|  |                     |

|  | Galeomma oculus-cati     |
|  |                          |
|  | Helichrysum stoloniferum |
|  |                          |

|  | Pseudognaphalium                                                  |
|  |                                                                   |
|  | \| \| Anaphalis \| \| \| \| \| \| Helichrysum felinum \| \| \| \| |
|  |                                                                   |
|  | Anaphalis                                                         |
|  |                                                                   |
|  | Helichrysum felinum                                               |
|  |                                                                   |

|  | Anaphalis           |
|  |                     |
|  | Helichrysum felinum |
|  |                     |

|  | Pseudognaphalium                                                  |
|  |                                                                   |
|  | \| \| Anaphalis \| \| \| \| \| \| Helichrysum felinum \| \| \| \| |
|  |                                                                   |
|  | Anaphalis                                                         |
|  |                                                                   |
|  | Helichrysum felinum                                               |
|  |                                                                   |

|  | Anaphalis           |
|  |                     |
|  | Helichrysum felinum |
|  |                     |

Da un punto di vista evolutivo il gruppo Hap clade si è separato dalle "gnaphalie" all'inizio del Miocene circa 20 milioni di anni fa.
I caratteri distintivi del HAP clade sono:
- la divisione dello stereoma sulle brattee involucrali.

### Composizione del clade
Il clade comprende 7 generi e 821 specie.

| Genere                        | N. specie                                                       | Distribuzione | Caratteri più significativi | Numeri cromosomici                   | Fiori |
| ----------------------------- | --------------------------------------------------------------- | --- | --- | ------------------------------------ | ----- |
| Achyrocline (Less.) DC., 1838 | 44                                                              | America centrale e meridionale | I capolini hanno meno di 20 fiori. - I fiori esterni sono più numerosi di quelli centrali.                                                                                  | 2n = 28                              |       |
| Anaphalis DC., 1838           | 110                                                             | Emisfero settentrionale (Nord America e Asia orientale). In Europa sono state introdotte e in parte naturalizzate.                               | Le brattee dell'involucro sono bianche. - Il pappo è libero e a volte ciliato.                                                                                              | 2n = 14, 26, 28, 42 e 48             |       |
| Galeomma Rauschert, 1982      | 2                                                               | Africa meridionale | Il colore delle brattee involucrali sono brune oppure sono ialine. - I fiori centrali hanno gli acheni allungati.                                                           |                                      |       |
| Helichrysum Mill., 1754       | 556                                                             | Europa, Africa, Australia e Asia occidentale e centrale (dall'India alla Siberia occidentale).                                                   | Sono presenti specie suffruticose. - I fiori per capolino sono in genere più di 20 (quelli maschili sono poco numerosi). - Le antere all'apice hanno delle teche allargate. | 2n = 14, 16, 18, 28, 42, 48, 56 e 84 |       |
| Humeocline Anderb., 1991      | Una specie: Humeocline madagascariensis (Humbert) Anderb., 1991 | Madagascar | I capolini sono molti e raccolti in panicoli terminali. - Le brattee involucrali sono colorate. - Si tratta di un endemismo del Madagascar.                                 |                                      |       |
| Pseudognaphalium Kirp., 1950  | 108                                                             | Distribuzione cosmopolita. Mancano all'estremo nord (Alaska e Siberia) e in alcune aree tropicali (Brasile, Africa tropicale e Arcipelago malese | I capolini hanno più di 20 fiori. - I fiori esterni sono più numerosi di quelli interni. - Le brattee dell'involucro sono colorate e i fiori sono gialli.                   | 2n = 16, 18, 20, 28, 40              |       |
| Syncephalum DC., 1838         | 5                                                               | Madagascar | I peli su bracci dello stilo sono presenti solamente all'apice. - Gli apici dello stilo sono troncati. - Il pappo è assente. - Si tratta di un endemismo del Madagascar.    |                                      |       |

### Generi della flora spontanea italiana
Nella flora spontanea italiana sono presenti i seguenti generi di questo gruppo:
Helichrysum
- Helichrysum archimedeum C.Brullo & Brullo, 2011
- Helichrysum errerae  Tineo, 1846
- Helichrysum hyblaeum  Brullo, 1995
- Helichrysum italicum  (Roth) G. Don, 1830 
- Helichrysum litoreum  Guss., 1844
- Helichrysum nebrodense  Heldr., 1844
- Helichrysum panormitanum  Guss., 1844
- Helichrysum pendulum  C.Presl, 1826
- Helichrysum saxatile  Moris, 1843
- Helichrysum stoechas  (L.) Moench 1794

Pseudognaphalium
- Pseudognaphalium undulatum  (L.) Hilliard & B.L.Burtt (Canapicchia ondulata).
- Pseudognaphalium luteoalbum  (L.) Hilliard & B.L.Burtt (Canapicchia pagliata).